# Povlčín
Povlčín (dříve též Pavlčín) je malá vesnice, část obce Milostín v okrese Rakovník ve Středočeském kraji. V roce 2011 zde trvale žilo 63 obyvatel.
Ves se nachází asi patnáct kilometrů severozápadně od Rakovníka, na hranici Rakovnicka a Žatecka v nadmořské výšce asi 390 metrů na úpatí pahorkatiny Džbán a spolu s Milostínem jsou obě obce součástí mikroregionu Poddžbánsko.

## Název

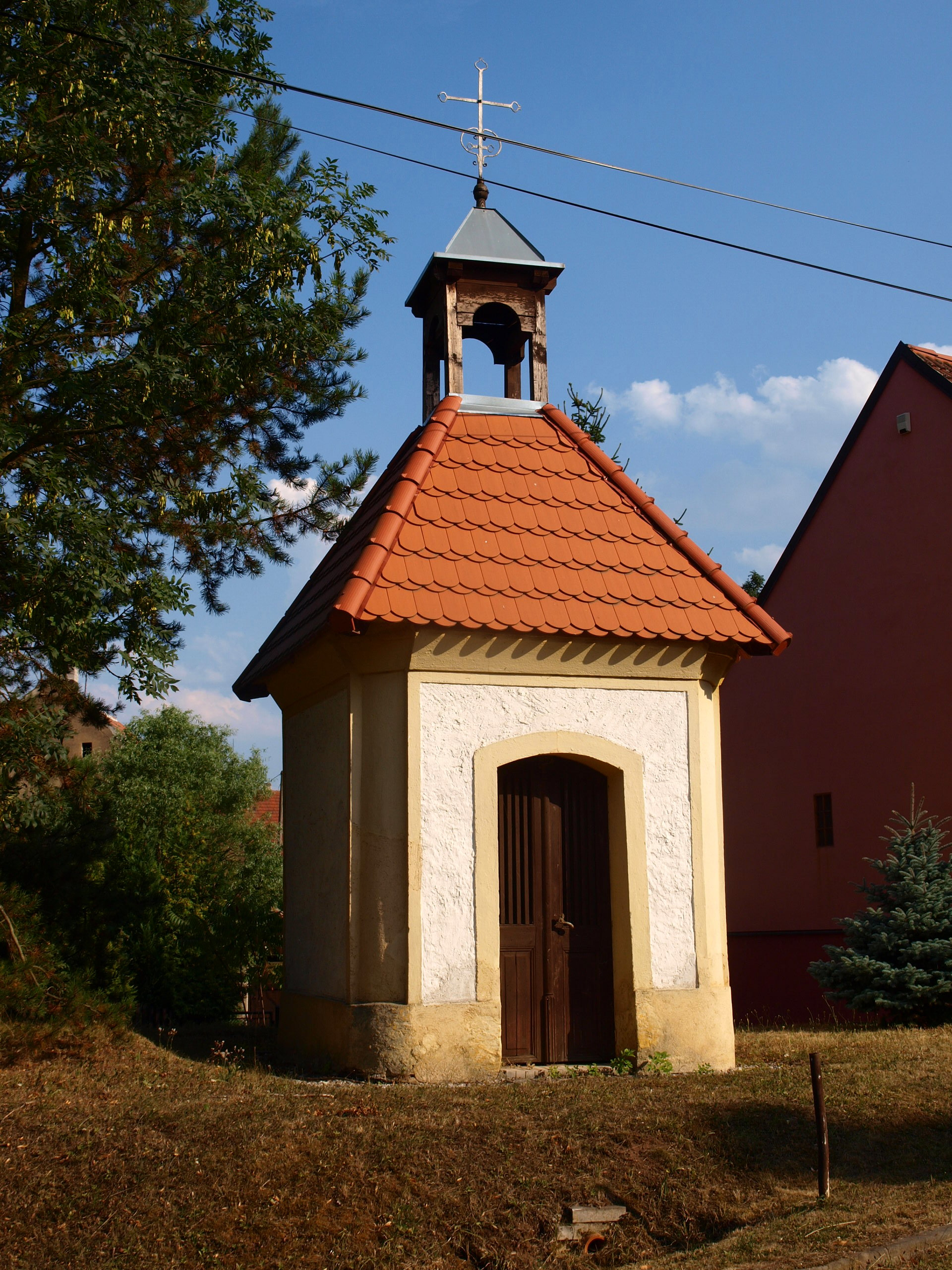
Kaple svatého Vojtěcha

Vesnice se původně jmenovala nejspíše Povlčí a podle její polohy mezi Milostínem a Svojetínem se její název časem změnil na Povlčín. Někteří písaři poté tento tvar spojili s osobním jménem Pavel na Pavlčín. V historických pramenech se název vsi objevuje ve tvarech: z Povlčína (1424), w Powlczimie (1545), ve vsi Powlczim (1545), ve vsi Pawlcžině (1629), „statku Pawlcžima řečeného“ (1630), “ve vsi Polowlcžinie, ves Powlcžino“ (1630), „statku Powlcžima řečeného“ (1630), „ve vsi Powlcžině, ves Powlcžim“ (1630), Powlczin (1630), Powlcžim (1631, 1636), „do téhož Powlcžiho statku“ (1637), „ze vsi Powlcžynie“ (1638), „ze vsi Powltcžina, v též vsi Powltcžinie“ (1640),  Powlcžin (1651), Pawlčin (1785) a Pavlčín nebo Povlčín (1854).

## Historie
První písemná zmínka o vesnici pochází z roku 1424.

## Obyvatelstvo
| Rok            | 1869 | 1880 | 1890 | 1900 | 1910 | 1921 | 1930 | 1950 | 1961 | 1970 | 1980 | 1991 | 2001 | 2011 | 2021 |
| -------------- | ---- | ---- | ---- | ---- | ---- | ---- | ---- | ---- | ---- | ---- | ---- | ---- | ---- | ---- | ---- |
| Počet obyvatel | 220  | 157  | 140  | 187  | 197  | 167  | 142  | 96   | 135  | 112  | 83   | 71   | 56   | 63   | 66   |
| Počet domů     | 22   | 17   | 19   | 22   | 25   | 25   | 27   | 41   | 41   | 34   | 33   | 41   | 39   | 40   | 42   |

## Pamětihodnosti

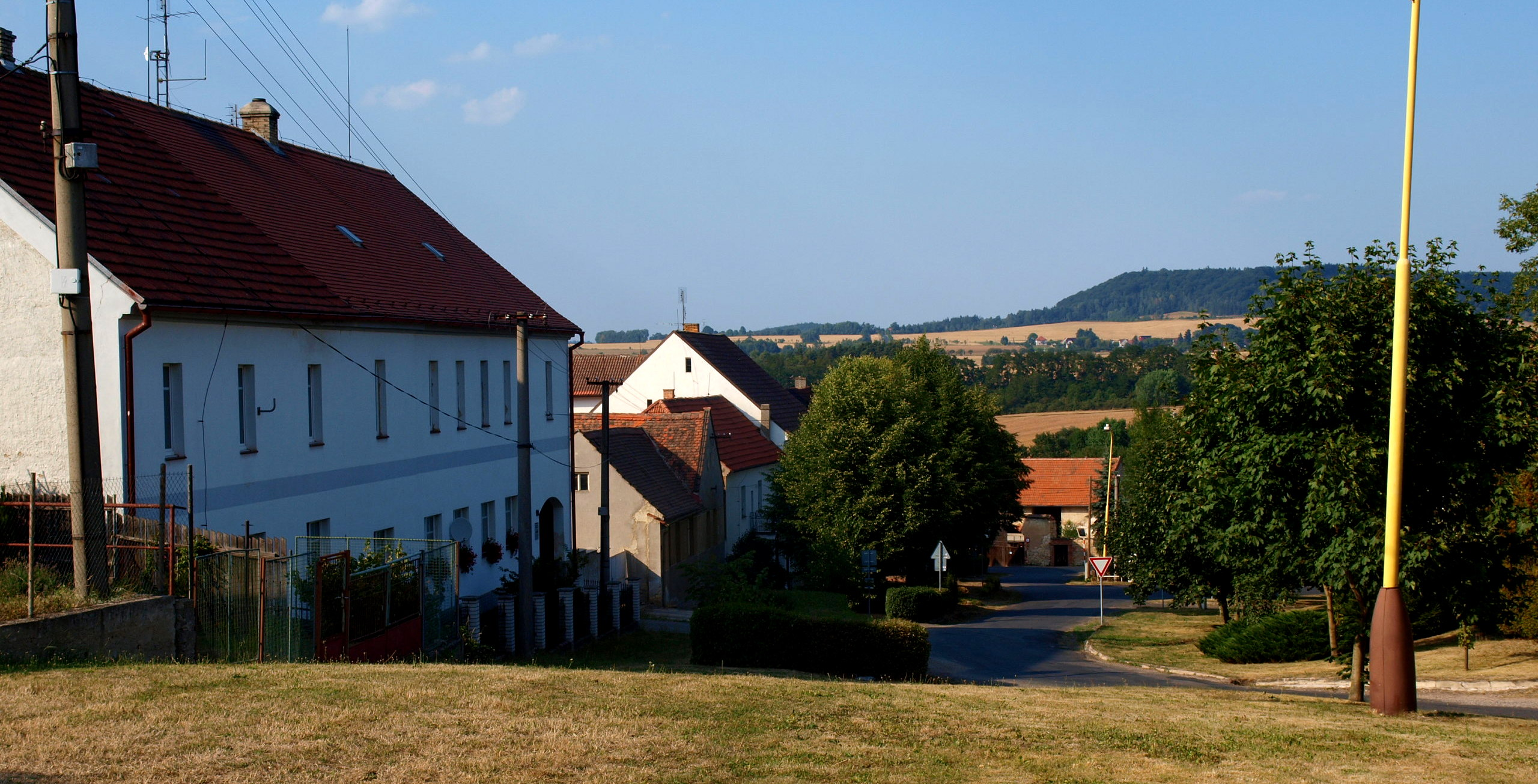
Náves

Ve vesnici se nachází kaplička svatého Vojtěcha.
V Povlčíně vznikl vodovod z místních pramenů, na který jsou napojeny i Milostín a okolní obce, Svojetín a Janov.